# Fase de classificació de la Copa d'Àfrica de Nacions 1990
Fase de classificació de la Copa d'Àfrica de Nacions de futbol de l'any 1990.
- Camerun classificat com a campió anterior.
- Algèria classificat com a organitzador.

## Ronda preliminar
| Equip 1  | Global      | Equip 2           | Anada | Tornada |
| -------- | ----------- | ----------------- | ----- | ------- |
| Tanzània | 2–2 (1–3 p) | Swazilàndia       | 1–1   | 1–1     |
| Angola   | 4–1         | Guinea Equatorial | 4–1   | 0–0     |
| Libèria  | 1–4         | Mali              | 0–1   | 1–3     |
| Maurici  | 3–1         | Seychelles        | 3–0   | 0–1     |
| Gabon    | 3–1         | Burkina Faso      | 3–0   | 0–1     |
| Etiòpia  | n/d         | Uganda            | —     | —       |
| Guinea   | n/d         | Gàmbia            | —     | —       |
| Líbia    | n/d         | Mauritània        | —     | —       |
| Moçambic | n/d         | Madagascar        | —     | —       |

| Tanzània        | 1–1 | Swazilàndia |
| --------------- | --- | ----------- |
| Gaga 57' (pen.) |     | Gol         |

| Swazilàndia     | 1–1 | Tanzània |
| --------------- | --- | -------- |
| Gol             |     | Fumo 88' |
| Tanda de penals |     |          |
|                 | 3–1 |          |

Swazilàndia guanyà 3–1 en els penals després de 2–2 en l'agregat.
| Angola                                            | 4–1 | Guinea Equatorial |
| ------------------------------------------------- | --- | ----------------- |
| Mendinho 43' · Barbosa 46' · Vieira Dias 54', 89' |     | 61' Pedro         |

| Guinea Equatorial | 0–0 | Angola |
| ----------------- | --- | ------ |
|                   |     |        |

Angola guanyà 4–1 en l'agregat.
| Libèria | 0–1 | Mali |
| ------- | --- | ---- |
|         |     |      |

 Monròvia
| Mali                                | 3–1 | Libèria    |
| ----------------------------------- | --- | ---------- |
| Cissé 17' · Traoré 36' · Diarra 87' |     | Sogbie 89' |

Mali guanyà 4–1 en l'agregat.
| Maurici | 3–0 | Seychelles |
| ------- | --- | ---------- |
|         |     |            |

| Seychelles   | 1–0 | Maurici |
| ------------ | --- | ------- |
| Dorasamy 62' |     |         |

Maurici guanyà 3–1 en l'agregat.
| Gabon            | 3–0 | Burkina Faso |
| ---------------- | --- | ------------ |
| Minko 37', 85' · |     |              |

| Burkina Faso  | 1–0 | Gabon |
| ------------- | --- | ----- |
| Gnimassou 29' |     |       |

Gabon guanyà 3–1 en l'agregat.
| Etiòpia | n/d | Uganda       |
| ------- | --- | ------------ |
|         |     | Abandonament |

Etiòpia es classificà, Uganda abandonà.
| Guinea | n/d | Gàmbia       |
| ------ | --- | ------------ |
|        |     | Abandonament |

Guinea es classificà, Gàmbia abandonà.
| Líbia | n/d | Mauritània   |
| ----- | --- | ------------ |
|       |     | Abandonament |

Líbia es classificà, Mauritània abandonà.
| Moçambic | n/d | Madagascar   |
| -------- | --- | ------------ |
|          |     | Abandonament |

Moçambic es classificà, Madagascar abandonà.

## Primera ronda
| Equip 1     | Global       | Equip 2       | Anada | Tornada |
| ----------- | ------------ | ------------- | ----- | ------- |
| Sudan       | 1–1 (5–6 p)  | Kenya         | 1–0   | 0–1     |
| Etiòpia     | 2-6          | Egipte        | 1-0   | 1–6     |
| Guinea      | 1–4          | Nigèria       | 1–1   | 0–3     |
| Gabon       | 1–1 (5–3 p)  | Ghana         | 1–0   | 0–1     |
| Mali        | 1–1 (g.c.c.) | Marroc        | 0–0   | 1–1     |
| Angola      | 1–6          | Costa d'Ivori | 0–2   | 1–4     |
| Swazilàndia | 1–3          | Malawi        | 0–2   | 1–1     |
| Maurici     | 1–5          | Zimbàbue      | 1–4   | 0–1     |
| Moçambic    | 1–5          | Zàmbia        | 1–4   | 0–1     |
| Senegal     | n/d          | Togo          | —     | —       |
| Tunísia     | n/d          | Líbia         | —     | —       |
| Zaire       | n/d          | Sierra Leone  | —     | —       |

| Sudan | 1–0 | Kenya |
| ----- | --- | ----- |
|       |     |       |

| Kenya           | 1–0 | Sudan |
| --------------- | --- | ----- |
| Dawo            |     |       |
| Tanda de penals |     |       |
|                 | 6–5 |       |

 Nyayo National Stadium, Nairobi
Kenya guanyà 6–5 en els penals després de 1–1 en l'agregat.
| Etiòpia | 1–0 | Egipte |
| ------- | --- | ------ |
|         |     |        |

| Egipte                                                    | 6–1 | Etiòpia |
| --------------------------------------------------------- | --- | ------- |
| Abdel-Hameed 5', 13', 48' · El-Kass 40' · Hassan 58', 75' |     | Gol     |

Egipte guanyà 6–2 en l'agregat.
| Guinea     | 1–1 | Nigèria      |
| ---------- | --- | ------------ |
| Camara 30' |     | Balarabe 35' |

| Nigèria                   | 3–0 | Guinea |
| ------------------------- | --- | ------ |
| Ekpo · Adekola · Balarabe |     |        |

Nigèria guanyà 4–1 en l'agregat.
| Gabon | 1–0 | Ghana |
| ----- | --- | ----- |
|       |     |       |

| Ghana           | 1–0 | Gabon |
| --------------- | --- | ----- |
|                 |     |       |
| Tanda de penals |     |       |
|                 | 3–5 |       |

 Accra
Gabon guanyà 5–3 en els penals després de 1–1 en l'agregat.
| Mali | 0–0 | Marroc |
| ---- | --- | ------ |
|      |     |        |

| Marroc | 1–1 | Mali    |
| ------ | --- | ------- |
| Nader  |     | Kouyaté |

Mali es classificà pel valor doble dels gols en camp contrari després de 1–1 en l'agregat.
| Angola | 0–2 | Costa d'Ivori |
| ------ | --- | ------------- |
|        |     |               |

| Costa d'Ivori          | 4–1 | Angola |
| ---------------------- | --- | ------ |
| Bamba · Traoré · Amani |     | Ralph  |

Costa d'Ivori guanyà 6–1 en l'agregat.
| Swazilàndia | 0–2 | Malawi                  |
| ----------- | --- | ----------------------- |
|             |     | Sinalo 12' · Kayira 20' |

| Malawi | 1–1 | Swazilàndia |
| ------ | --- | ----------- |
| Kayira |     | Gol         |

Malawi guanyà 3–1 en l'agregat.
| Maurici           | 1–4 | Zimbàbue                                                |
| ----------------- | --- | ------------------------------------------------------- |
| Gunesh 35' (pen.) |     | Ndunduma 15' · F. Phiri 27' · Mwanza 40' · J. Phiri 87' |

| Zimbàbue | 1–0 | Maurici |
| -------- | --- | ------- |
|          |     |         |

 Harare
Zimbabwe guanyà 5–1 en l'agregat.
| Moçambic | 0–1 | Zàmbia |
| -------- | --- | ------ |
|          |     |        |

| Zàmbia     | 3–0 | Moçambic |
| ---------- | --- | -------- |
| Malitoli · |     |          |

Zàmbia guanyà 4–0 en l'agregat.
| Senegal | n/d | Togo         |
| ------- | --- | ------------ |
|         |     | Abandonament |

Senegal es classificà, Togo abandonà.
| Tunísia | n/d | Líbia        |
| ------- | --- | ------------ |
|         |     | Abandonament |

Tunísia es classificà, Líbia abandonà.
| Zaire | n/d | Sierra Leone |
| ----- | --- | ------------ |
|       |     | Abandonament |

Zaire es classificà, Sierra Leone abandonà.

## Segona ronda
| Equip 1 | Global | Equip 2       | Anada | Tornada |
| ------- | ------ | ------------- | ----- | ------- |
| Senegal | 4–0    | Tunísia       | 3–0   | 1–0     |
| Malawi  | 2–3    | Kenya         | 2–3   | 0–0     |
| Egipte  | 2–0    | Zaire         | 2–0   | 0–0     |
| Nigèria | 4–1    | Zimbàbue      | 3–0   | 1–1     |
| Mali    | 3–5    | Costa d'Ivori | 2–2   | 1–3     |
| Zàmbia  | 4–2    | Gabon         | 3–0   | 1–2     |

| Senegal                        | 3–0 | Tunísia |
| ------------------------------ | --- | ------- |
| Bocandé 48', 77' · N'Diaye 53' |     |         |

| Tunísia | 0–1 | Senegal  |
| ------- | --- | -------- |
|         |     | Youm 88' |

Senegal guanyà 4–0 en l'agregat.
| Malawi                    | 2–3 | Kenya                                      |
| ------------------------- | --- | ------------------------------------------ |
| Chirwa 75' · Chimodzi 78' |     | Chimodzi 5' (p.p.) · Otieno 9' · Ndolo 85' |

 Kamuzu Stadium, Blantyre
| Kenya | 0–0 | Malawi |
| ----- | --- | ------ |
|       |     |        |

Kenya guanyà 3–2 en l'agregat.
| Egipte                  | 2–0 | Zaire |
| ----------------------- | --- | ----- |
| Hassan 57' · Shawky 67' |     |       |

| Zaire | 0–0 | Egipte |
| ----- | --- | ------ |
|       |     |        |

Egipte guanyà 2–0 en l'agregat.
| Nigèria                                   | 3–0 | Zimbàbue |
| ----------------------------------------- | --- | -------- |
| Esin 30' · Murehwa 34' (p.p.) · Nwosu 46' |     |          |

| Zimbàbue        | 1–1 | Nigèria   |
| --------------- | --- | --------- |
| Ekpo 21' (p.p.) |     | Agada 89' |

Nigèria guanyà 4–1 en l'agregat.
| Mali                    | 2–2 | Costa d'Ivori           |
| ----------------------- | --- | ----------------------- |
| Sanogo 44' · Samaké 66' |     | Traoré 26' · Yaohua 56' |

| Costa d'Ivori               | 3–1 | Mali      |
| --------------------------- | --- | --------- |
| Traoré 37', 52' · Amani 85' |     | Cissé 86' |

Costa d'Ivori guanyà 5–3 en l'agregat.
| Zàmbia             | 3–0 | Gabon |
| ------------------ | --- | ----- |
| Malitoli · Makinka |     |       |

| Gabon                    | 2–1 | Zàmbia    |
| ------------------------ | --- | --------- |
| Minko 15' · Amégasse 43' |     | Chansa 7' |

Zàmbia guanyà 4–2 en l'agregat.

## Equips classificats
Els 8 equips classificats foren:
- Algèria (seu)
- Camerun (vigent campió)
- Egipte
- Costa d'Ivori
- Kenya
- Nigèria
- Senegal
- Zàmbia